# Live in Europe (Flying Colors)
Live in Europe è il primo album dal vivo del supergruppo statunitense Flying Colors, pubblicato il 14 ottobre 2013 dalla Mascot Label Group.

## Descrizione
Prodotto e diretto da Bernhard Baran (già produttore di gruppi quali Guns N' Roses, The Cure o Porcupine Tree), Live in Europe è l'intero concerto tenuto dai Flying Colors il 20 settembre 2012 presso il Poppodium 013 di Tilburg durante il tour di promozione del primo album in studio del gruppo. Riguardo alla pubblicazione, il batterista Mike Portnoy ha dichiarato:
 Oltre ai brani del primo album, eseguito nella sua interezza, nel concerto la formazione ha interpretato anche alcuni brani dei gruppi di cui i cinque componenti facevano o fanno parte, come June degli Spock's Beard (gruppo in cui militò Neal Morse) o Repentance dei Dream Theater (dei quali fece parte Portnoy).

## Pubblicazione
Live in Europe è stato commercializzato il 14 ottobre 2013 in Europa e il giorno seguente negli Stati Uniti d'America e nel resto del mondo sia in versione audio sia in versione video. Quella audio è stata distribuita attraverso i formati doppio CD, download digitale e in edizione speciale triplo LP (queste ultime due contenenti anche alcune bonus track), mentre quella video è stata distribuita in formato DVD e BD. L'edizione video, oltre a presentare il concerto, contiene anche un documentario di 45 minuti che racchiude svariati momenti passati del gruppo durante lo svolgimento del tour.

## Tracce
Testi e musiche dei Flying Colors, eccetto dove indicato.

### CD
- CD 1

1. Blue Ocean – 7:28
2. Shoulda Coulda Woulda – 6:05
3. Love Is What I'm Waiting For – 5:21 (Flying Colors, Dwight Baker)
4. Can't Find a Way – 6:02 (Casey McPherson) – originariamente interpretata dagli Endochine
5. The Storm – 6:02
6. Odyssey – 6:52 (Steve Morse) – originariamente interpretata dai Dixie Dregs
7. Forever in a Daze – 4:28
8. Hallelujah – 5:18 (Leonard Cohen) – originariamente interpretata da Leonard Cohen
9. Better than Walking Away – 5:01

- CD 2

1. Kayla – 7:04
2. Fool in My Heart – 3:46
3. Spur of the Moment – 1:26 (Dave LaRue) – originariamente interpretata da Dave LaRue
4. Repentance – 5:06 (testo: Mike Portnoy – musica: Dream Theater) – originariamente interpretata dai Dream Theater
5. June – 5:58 (Neal Morse) – originariamente interpretata dagli Spock's Beard
6. All Falls Down – 3:54
7. Everything Changes – 8:04
8. Infinite Fire – 12:16

### LP
- Lato A

1. Blue Ocean – 7:28
2. Shoulda Coulda Woulda – 6:05
3. Love Is What I'm Waiting For – 5:21 (Flying Colors, Dwight Baker)

- Lato B

1. Can't Find a Way – 6:02 (Casey McPherson) – originariamente interpretata dagli Endochine
2. The Storm – 6:02
3. Odyssey – 6:52 (Steve Morse) – originariamente interpretata dai Dixie Dregs

- Lato C

1. Forever in a Daze – 4:28
2. Hallelujah – 5:18 (Leonard Cohen) – originariamente interpretata da Leonard Cohen
3. Better than Walking Away – 5:01

- Lato D

1. Kayla – 7:04
2. Fool in My Heart – 3:46
3. Spur of the Moment – 1:26 (Dave LaRue) – originariamente interpretata da Dave LaRue
4. Repentance – 5:06 (testo: Mike Portnoy – musica: Dream Theater) – originariamente interpretata dai Dream Theater

- Lato E

1. June – 5:58 (Neal Morse) – originariamente interpretata dagli Spock's Beard
2. All Falls Down – 3:54
3. Everything Changes – 8:04

- Lato F

1. Infinite Fire – 12:16
2. Space Truckin' (Ian Gillan, Ritchie Blackmore, Roger Glover, Jon Lord, Ian Paice) – traccia fantasma; originariamente interpretata dai Deep Purple

### DVD/BD
1. Blue Ocean – 7:28
2. Shoulda Coulda Woulda – 6:05
3. Love Is What I'm Waiting For – 5:21 (Flying Colors, Dwight Baker)
4. Can't Find a Way – 6:02 (Casey McPherson) – originariamente interpretata dagli Endochine
5. The Storm – 6:02
6. Odyssey – 6:52 (Steve Morse) – originariamente interpretata dai Dixie Dregs
7. Forever in a Daze – 4:28 (Leonard Cohen)
8. Hallelujah – 5:18 – originariamente interpretata da Leonard Cohen
9. Better than Walking Away – 5:01
10. Kayla – 7:04
11. Fool in My Heart – 3:46
12. Spur of the Moment – 1:26 (Dave LaRue) – originariamente interpretata da Dave LaRue
13. Repentance – 5:06 (testo: Mike Portnoy – musica: Dream Theater) – originariamente interpretata dai Dream Theater
14. June – 5:58 (Neal Morse) – originariamente interpretata dagli Spock's Beard
15. All Falls Down – 3:54
16. Everything Changes – 8:04
17. Infinite Fire – 12:16
18. Space Truckin' (Ian Gillan, Ritchie Blackmore, Roger Glover, Jon Lord, Ian Paice) – audio; traccia fantasma; originariamente interpretata dai Deep Purple

- Bonus Content

1. First Flight – 45:00

## Formazione
- Casey McPherson – voce, chitarra ritmica
- Steve Morse – chitarra solista
- Dave LaRue – basso
- Neal Morse – tastiera, voce
- Mike Portnoy – batteria, voce